# Henriette Bitzius-Zeender
Pour les articles homonymes, voir Bitzius et Zender.
Henriette Bitzius-Zeender, née le 8 août 1805 à Berne et morte le 14 juin 1872 dans la même ville, est une femme au foyer suisse, épouse du pasteur et écrivain Jeremias Gotthelf, dont elle relit et transcrit les œuvres.
Selon Julius Springer, l'éditeur de celui-ci, Jeremias Gotthelf ne serait pas devenu ce qu'il est sans l'influence déterminante de son épouse.

## Biographie

### Origines et enfance
Henriette Bitzius-Zeender naît le 8 août 1805 à Berne, dont elle est également originaire, sous le nom de Heinrica Elisabetha Zeender. Elle est la fille cadette des trois enfants d'Emanuel Jakob Zeender, professeur de théologie à l'Académie de Berne, et de Marianne Zeender-Fasnacht.
Après avoir perdu ses parents à l'âge de deux ans, elle est élevée avec son frère Samuel Albrecht et sa sœur Maria Anna Katharina par ses grands-parents maternels, Jakob Albrecht Fasnacht et Katharina Fasnacht née Lüthi, dans le presbytère de Lützelflüh. Son grand-père, nommé pasteur dans cette commune en 1808, et sa grand-mère, venant d'une famille paysanne, veillent sur eux. Elle passe son enfance et sa jeunesse dans l'Emmental, une région à laquelle elle reste attachée toute sa vie, et fait de fréquents séjours à Jegenstorf, où son oncle Johann Ludwig Fasnacht devient pasteur en 1812,.

À l'âge scolaire, leur frère les conduit à l'orphelinat de Berne, conformément à la pratique de l'époque. Par la suite, les deux filles sont placées sous la garde de la demoiselle Feuerstein à Berthoud.

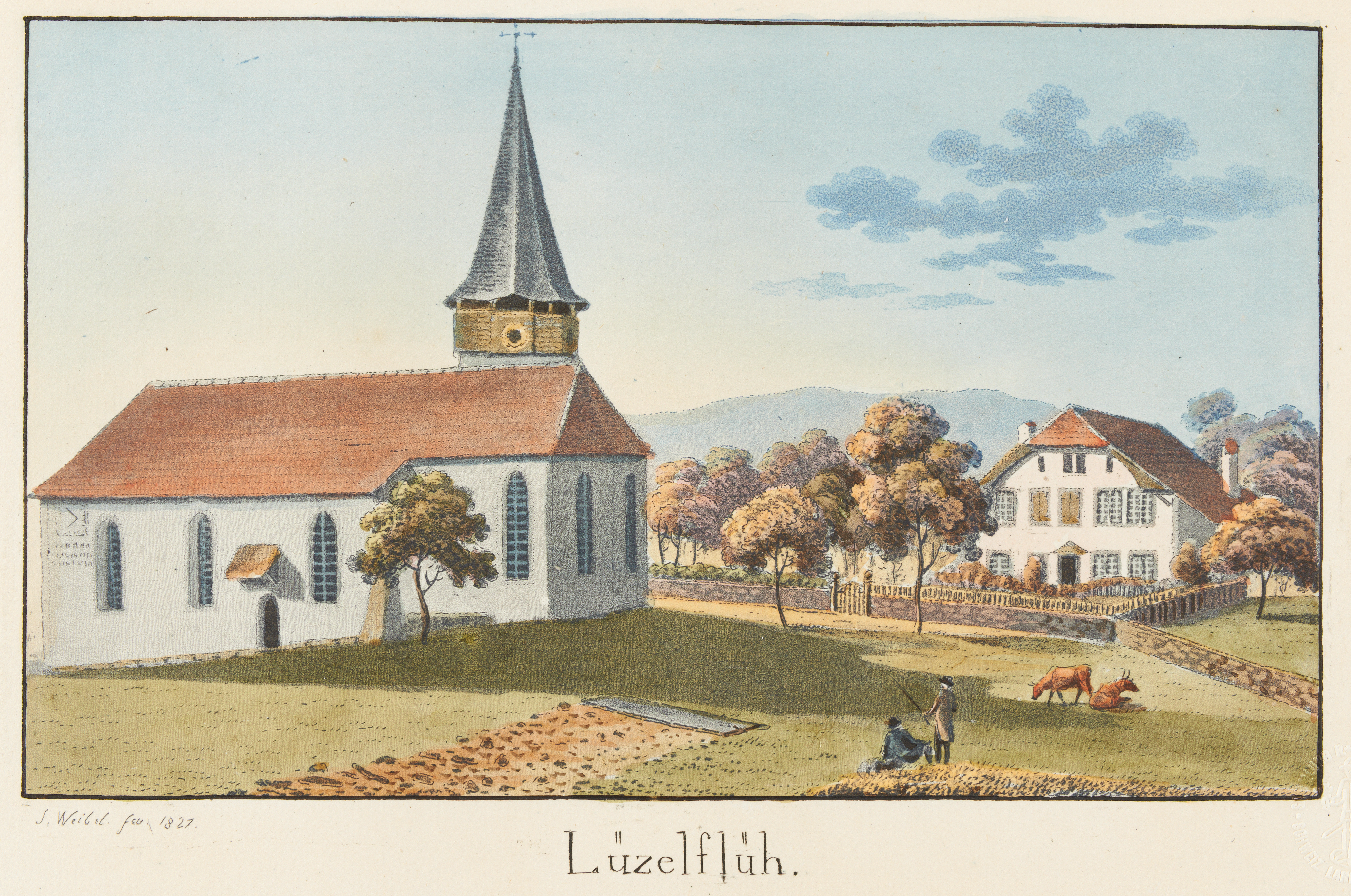
Église et presbytère de Lützelflüh, où Henriette Bitzius-Zeender vit comme enfant puis comme femme de pasteur (1827).

### Études
Henriette Zeender bénéficie d'un enseignement dans un institut privé de Berthoud suivant les principes de Johann Heinrich Pestalozzi.
En 1821, elle est envoyée à la pension Guyot à Saint-Blaise, dans le canton de Neuchâtel, où elle reste pendant deux ans pour parfaire son éducation. Elle y apprend des connaissances utiles pour son rôle d'éducatrice auprès des petites-filles de son tuteur, Johann Rudolf von Sinner.

### Parcours professionnel
Son tuteur l'aide à trouver des postes de gouvernante à Aarwangen et Kiesen.
Avant de rompre ses fiançailles en 1828/1829, Henriette Zeender enseigne dans l'école privée de Walthard à Berne.

### Vie privée

#### Rupture de fiançailles et mariage
En 1828/1829, Henriette Bitzius-Zeender rompt ses fiançailles avec Bernhard Walthard, qui étaient annoncées après 1823, à l'époque où il était suffragant à Lützelflüh.
En 1829, elle retourne à Lützelflüh pour rejoindre son grand-père veuf et gérer le ménage de la maison paroissiale. C'est là qu'elle rencontre Albert Bitzius en 1831, lorsqu'il prend le poste de suffragant. Elle l'épouse en 1833 à Wynigen.
En épousant un pasteur, elle adopte un rôle clairement défini au service de son mari. Dès lors, elle est vue principalement comme l'épouse, la mère de famille, et l'assistante de son mari écrivain, qui écrit sous le pseudonyme de Jeremias Gotthelf. Elle lit et transcrit ses œuvres, tout en atténuant certains de ses commentaires politiques,.
Julius Springer, l'éditeur de Gotthelf, remarque dans une lettre qu'Albert Bitzius ne serait pas devenu Jeremias Gotthelf sans son épouse, soulignant ainsi l'influence qu'elle exerce sur lui.

#### Famille
Durant les années 1834, 1835 et 1837, elle donne naissance à trois enfants : Marie Henriette, Cécile et Albert (de). Ce dernier, qui a une santé fragile et nécessite des soins particuliers, devient pasteur à Douanne puis conseiller-exécutif et conseiller aux États influent. La fille aînée, Marie Henriette, dite Henriette et connue sous son nom de plume Marie Walden, est écrivain tout comme son père. La deuxième fille, Cécile, épouse le pasteur Albert von Rütte.
Au sein de la famille, elle modère l'influence de sa belle-mère et de sa belle-sœur, tout en éduquant ses filles. Elle accueille également les nombreux invités de son mari.

#### Veuve
À la mort de son époux en 1854, Henriette Bitzius-Zeender vit le départ de Lützelflüh, où elle avait passé la majeure partie de sa vie, comme un événement traumatisant.
En 1855, elle s'installe à Berne, déménage en 1860 à Sumiswald où sa fille aînée, Henriette Rüetschi-Bitzius, est l'épouse du pasteur Rüetschi, puis s'établit en 1867 dans un domaine de Wankdorf, près de Berne.

### Fin de vie
Durant ses 18 dernières années, Henriette Bitzius-Zeender mène une vie conforme aux attentes de la société envers une veuve de pasteur. Elle s'occupe de ses enfants et petits-enfants, particulièrement après le décès de son gendre Ludwig Rüetschi en 1866, et joue un rôle central en maintenant le lien entre les membres de sa famille éparpillés dans différentes régions, y compris à Berne, Gstaad, et Douanne.
Afin d'assurer la vente des œuvres de son mari défunt, elle continue à entretenir des contacts avec l'éditeur berlinois Julius Springer. Elle meurt d'une pneumonie le 14 juin 1872 à Berne.
Selon son souhait, l'héritage passe sous la garde de sa fille cadette Cécile von Rütte-Bitzius, dernière représentante de la première génération après Gotthelf.